# Хальгасо
Хальгасо — посёлок сельского типа в Солнечном районе Хабаровского края. Входит в состав городского поселения «Посёлок Солнечный». В посёлке есть одноимённая железнодорожная станция.

## География
Посёлок Хальгасо расположен на линии Байкало-Амурской магистрали.
Расстояние до районного центра (посёлок Солнечный) — 18 км, расстояние до Комсомольска-на-Амуре около 32 км.
Вблизи посёлка протекает река Силинка.

## Население
| 1992 | 2002 | 2010 | 2011 | 2012 | 2016 | 2017 |
| ---- | ---- | ---- | ---- | ---- | ---- | ---- |
| 420  | ↘321 | ↘223 | →223 | ↘208 | ↘186 | ↘183 |
| 2018 | 2020 | 2021 |      |      |      |      |
| ↘178 | ↘165 | ↗171 |      |      |      |      |

## Галерея

Вокзальный комплекс
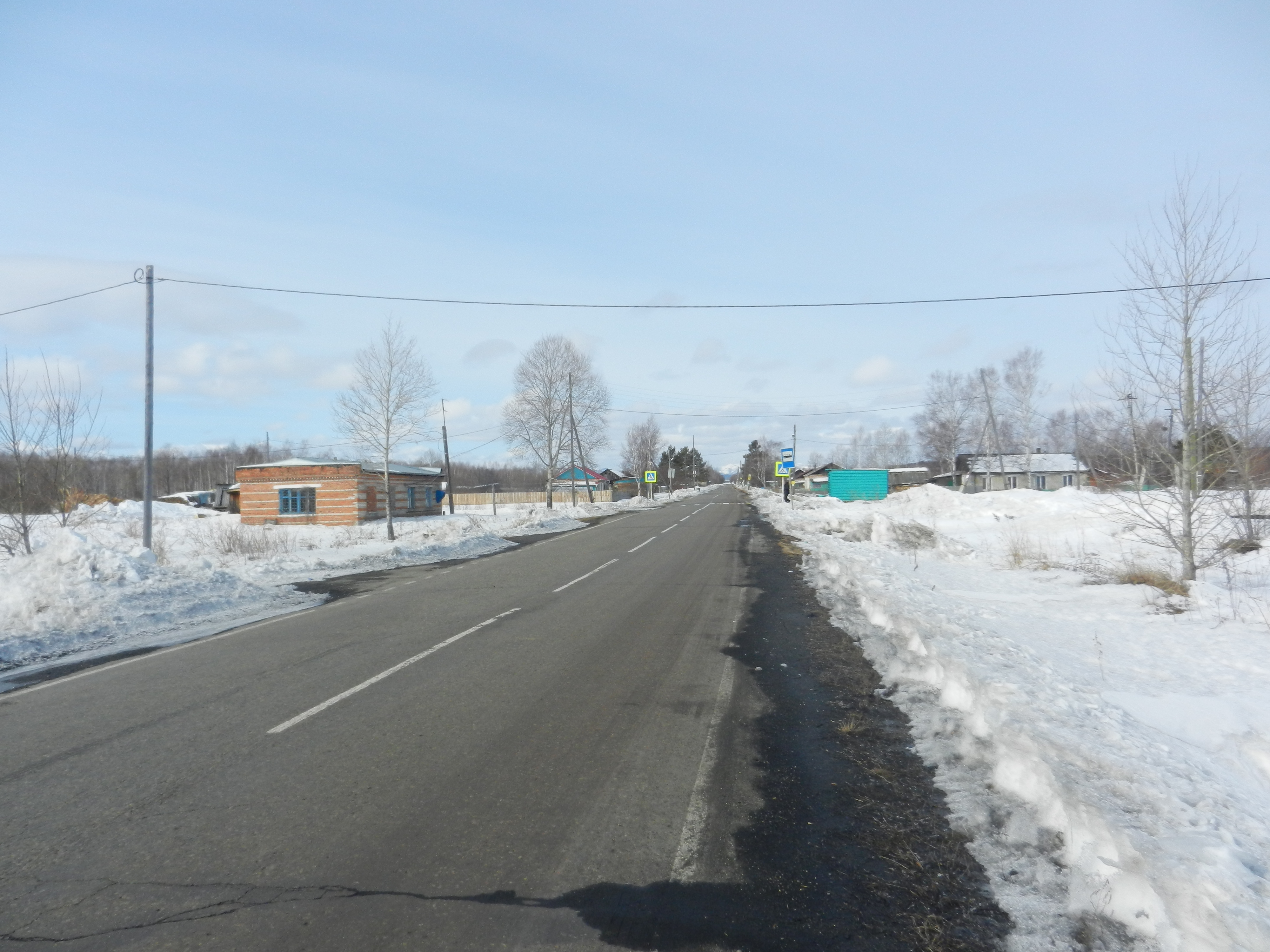
Вид на посёлок Хальгасо
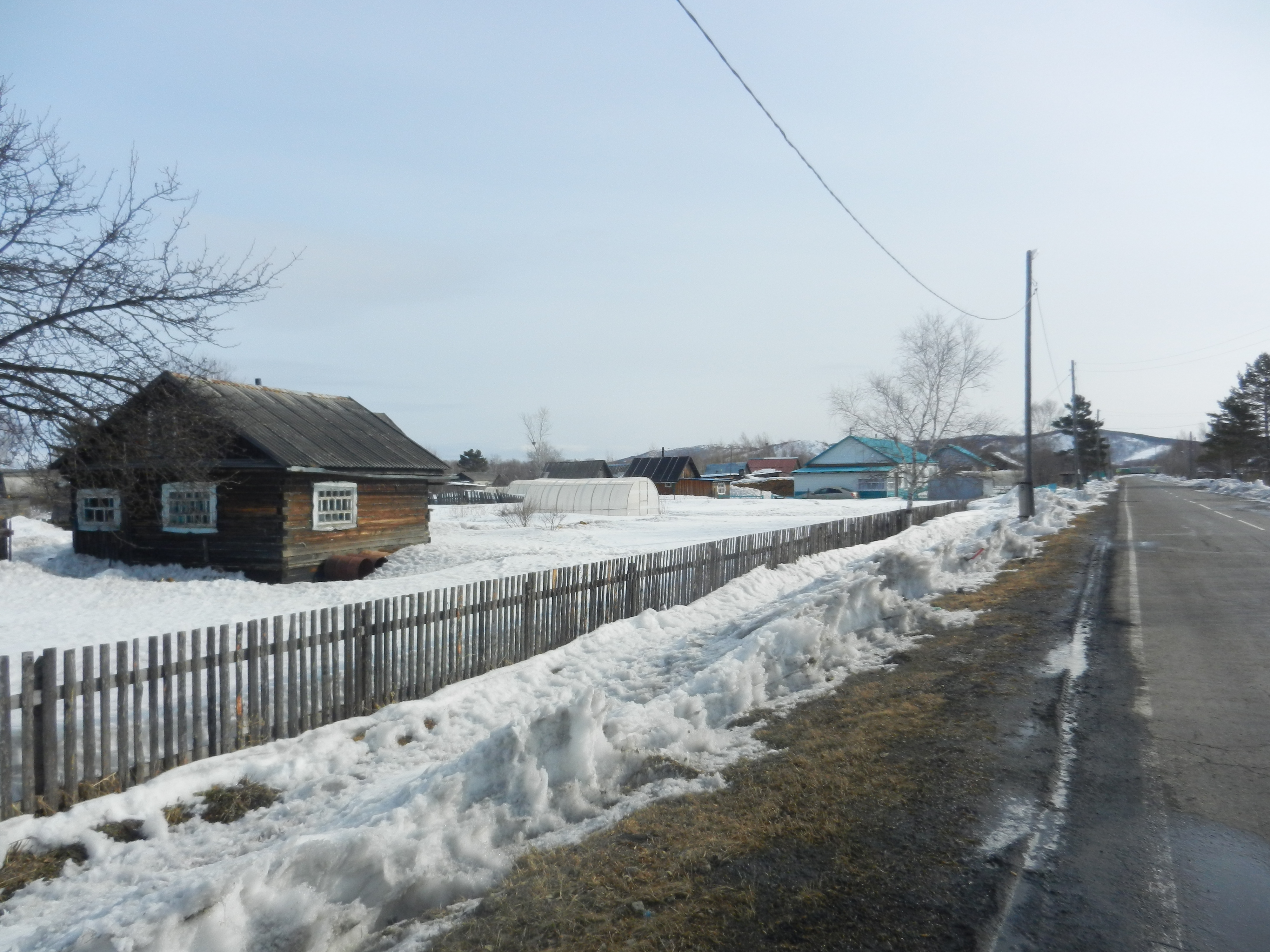
Южная улица
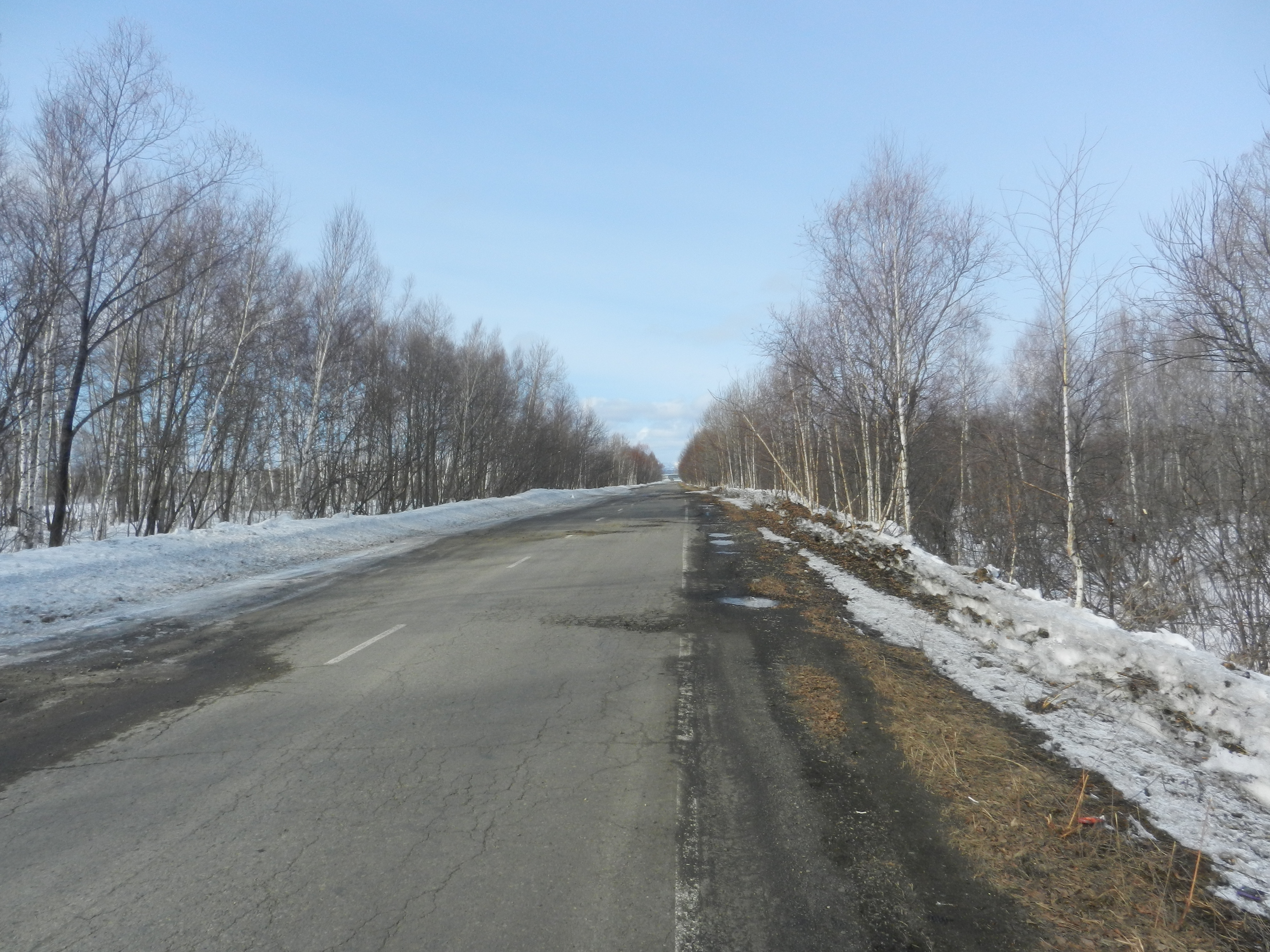
Дорога из посёлка Хальгасо на Старт
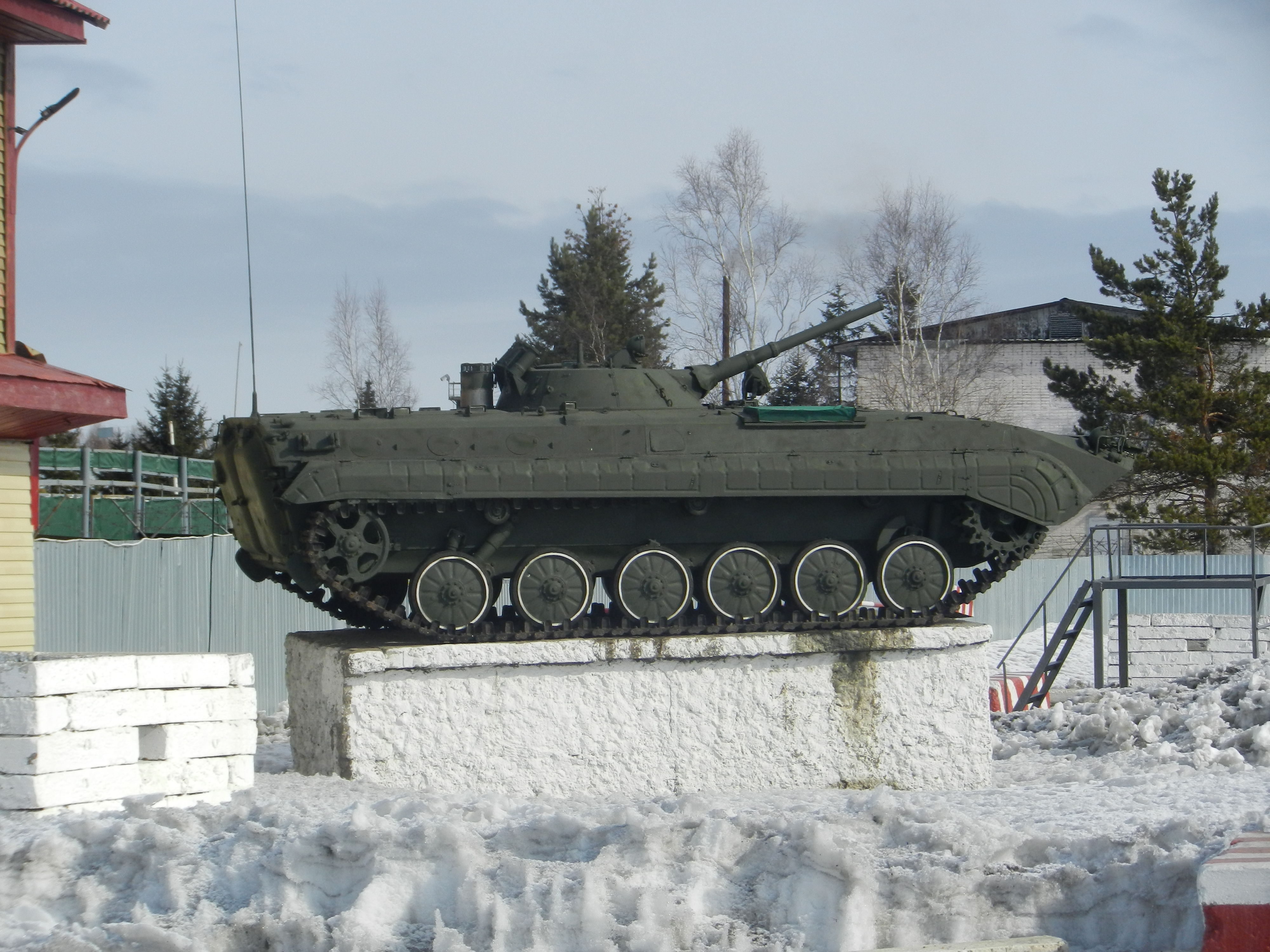
Посёлок Старт - техника возле воинской части